# Симба, Мунга
Мунга Алута Симба (швед. Moonga Aluta Simba; род. 8 мая 2000, Швеция) — шведский футболист, полузащитник норвежского клуба «Бранн».

## Клубная карьера
На молодёжном уровне выступал за «Броммапойкарну». В 16-летнем возрасте начал взрослую карьеру в «Хобу», выступая во втором шведском дивизионе. По итогам сезона 2017 года клуб вылетел в третий дивизион, а Симба перешёл в «Карлберг», выступающий во втором дивизионе. 21 августа 2018 года во втором раунде кубка Швеции забил мяч в ворота «Далькурда», представляющего Алльсвенскан, но, несмотря на это, его команда уступила сопернику со счётом 1:2. Затем выступал также за «Сандвикен» в первом дивизионе и «Вестерос» в Суперэттане.
В январе 2021 года привлёк внимание «Гётеборга», представители которого пристально следили за полузащитником. Несмотря на это, в середине февраля подписал четырёхлетний контракт с норвежским «Бранном». 12 мая в матче второго тура против «Волеренги» дебютировал в чемпионате Норвегии, появившись на поле в середине второго тайма.
30 марта 2022 года на правах аренды присоединился к новичку Алльсвенскана — «Вернаму». Соглашение, рассчитанное до конца года, предусматривает право выкупа.

## Клубная статистика
| Выступление      | Выступление      | Выступление      | Лига | Лига | Кубки | Кубки | Конт. кубки | Конт. кубки | Другое | Другое | Итого | Итого |
| Клуб             | Лига             | Сезон            | Игры | Голы | Игры  | Голы  | Игры        | Голы        | Игры   | Голы   | Игры  | Голы  |
| ---------------- | ---------------- | ---------------- | ---- | ---- | ----- | ----- | ----------- | ----------- | ------ | ------ | ----- | ----- |
| Хобу             | Дивизион 2       | 2016             | 8    | 0    | —     | —     | —           | —           | —      | —      | 8     | 0     |
| Хобу             | Дивизион 2       | 2017             | 25   | 3    | —     | —     | —           | —           | —      | —      | 25    | 3     |
| Хобу             | Итого            | Итого            | 33   | 3    | —     | —     | —           | —           | —      | —      | 33    | 3     |
| Карлберг         | Дивизион 2       | 2018             | 24   | 4    | 2     | 1     | —           | —           | —      | —      | 26    | 5     |
| Карлберг         | Итого            | Итого            | 24   | 4    | 2     | 1     | —           | —           | —      | —      | 26    | 5     |
| Сандвикен        | Дивизион 1       | 2019             | 27   | 1    | 2     | 0     | —           | —           | —      | —      | 29    | 1     |
| Сандвикен        | Дивизион 1       | 2020             | 10   | 0    | 3     | 0     | —           | —           | —      | —      | 13    | 0     |
| Сандвикен        | Итого            | Итого            | 37   | 1    | 5     | 0     | —           | —           | —      | —      | 42    | 1     |
| Вестерос         | Суперэттан       | 2020             | 14   | 2    | 1     | 0     | —           | —           | —      | —      | 15    | 2     |
| Вестерос         | Итого            | Итого            | 14   | 2    | 1     | 0     | —           | —           | —      | —      | 15    | 2     |
| Бранн            | Элитсерия        | 2021             | 20   | 1    | 2     | 1     | —           | —           | 1      | 0      | 23    | 2     |
| Бранн            | Элитсерия        | 2023             | 5    | 0    | —     | —     | 4           | 0           | —      | —      | 9     | 0     |
| Бранн            | Итого            | Итого            | 25   | 1    | 2     | 1     | 4           | 0           | 1      | 0      | 32    | 2     |
| → Вернаму        | Аллсвенскан      | 2022             | 11   | 0    | —     | —     | —           | —           | —      | —      | 11    | 0     |
| → Вернаму        | Итого            | Итого            | 11   | 0    | —     | —     | —           | —           | —      | —      | 11    | 0     |
| → Сундсвалль     | Суперэттан       | 2023             | 14   | 3    | 1     | 0     | —           | —           | —      | —      | 15    | 3     |
| → Сундсвалль     | Итого            | Итого            | 14   | 3    | 1     | 0     | —           | —           | —      | —      | 15    | 3     |
| → Бранн II       | Второй дивизион  | 2023             | 2    | 0    | —     | —     | —           | —           | —      | —      | 2     | 0     |
| → Бранн II       | Итого            | Итого            | 2    | 0    | —     | —     | —           | —           | —      | —      | 2     | 0     |
| Всего за карьеру | Всего за карьеру | Всего за карьеру | 160  | 14   | 11    | 2     | 4           | 0           | 1      | 0      | 176   | 16    |